# Andač (Zbehy)
Zbehy-Andač je část obce Zbehy, 4 km severozápadně od jejího středu, v okrese Nitra. Má rozlohu cca 294 hektarů.
Leží v Nitranské pahorkatině, při Slivášském potoku a nedaleko potoka Andač.
Ve vesničce stojí kaple z 2. poloviny 20. století. Na hřbitově je kříž z roku 1818.
V této části Zbeh žije přibližně 300 obyvatel. Nachází se zde kulturní, volnočasový dům s knihovnou, potraviny, dětské hřiště či pohostinství. Blízko obce se nachází farma Tŕnie, která už ale patří pod obec Lukáčovce.
Nedaleko (asi 700m západně) se nachází stejnojmenná železniční zastávka na trati z Leopoldova do Nitry (jednokolejná trať číslo 141, zastávka osobních vlaků).
Zbehy-Andač sousedí s obcemi Zbehy, Alekšince a Lukáčovce.